# Psychoda quatei
Psychoda quatei är en tvåvingeart som beskrevs av Sara och Salamanna 1967. Psychoda quatei ingår i släktet Psychoda och familjen fjärilsmyggor. Inga underarter finns listade i Catalogue of Life.